# Église Saint-Jean de Saint-Pétersbourg
L'église Saint-Jean (en russe: церковь Святого Апостола Иоанна; en estonien: Peterburi Jaani kirik) est une petite église luthérienne de style néoroman construite en 1859-1860 pour la communauté estonienne de Saint-Pétersbourg. Elle se trouve au N° 54 de la rue des Décembristes (anciennement rue des Officiers). Elle dépend aujourd'hui de l'Église luthérienne-évangélique d'Ingrie.

## Historique

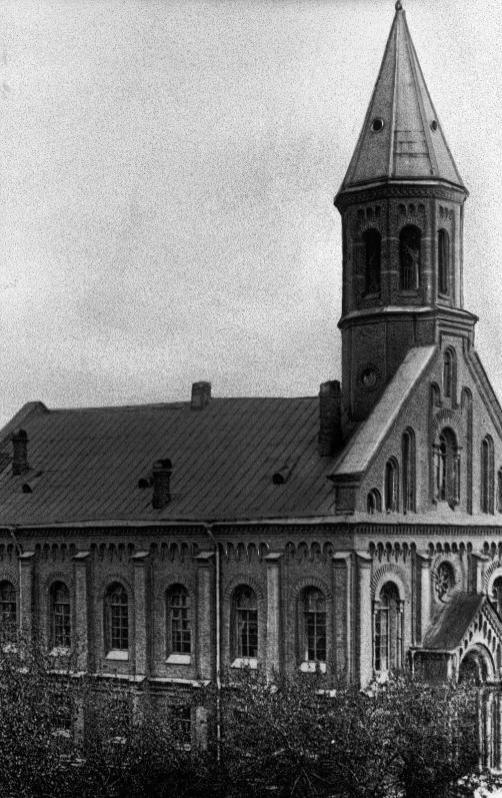
L'église Saint-Jean vers 1900

La paroisse estonienne a été formée en 1731 et se réunit alors dans le bâtiment du Premier corps des cadets et reçoit le nom de paroisse Saint-Michel en 1834. En 1841, l'empereur Nicolas Ier accorde la permission à la paroisse Saint-Michel de posséder son propre lieu de culte, bien qu'il existât déjà plusieurs autres paroisses luthériennes, estoniennes ou allemandes, dans la capitale impériale. Les fonds réunis s'élèvent à 65 000 roubles-argent dont une partie est offerte par le général-baron Georg von Meyendorff (1794-1879), président du consistoire général luthérien-évangélique de l'Empire russe.
Les travaux démarrent le 24 juin 1859 selon les plans de l'architecte Harald von Bosse et l'église est consacrée le 27 novembre 1860. Elle peut accueillir huit cents fidèles. Dépendent d'elle l'aumônerie estonienne des prisons, et des bâtiments à côté qui abritent le logement du pasteur, une école du dimanche et un orphelinat.
L'église, de style pseudoroman, possède un clocher octogonal au-dessus d'un fronton à pignons de style balte.
L'église est fermée au culte en 1930. Le clocher est démoli et l'on construit un escalier en façade pour accéder aux étages, l'église étant transformée en immeuble d'habitations et club culturel, dont les ornements néoromans en façade sont remplacés par des ornements néoclassiques.

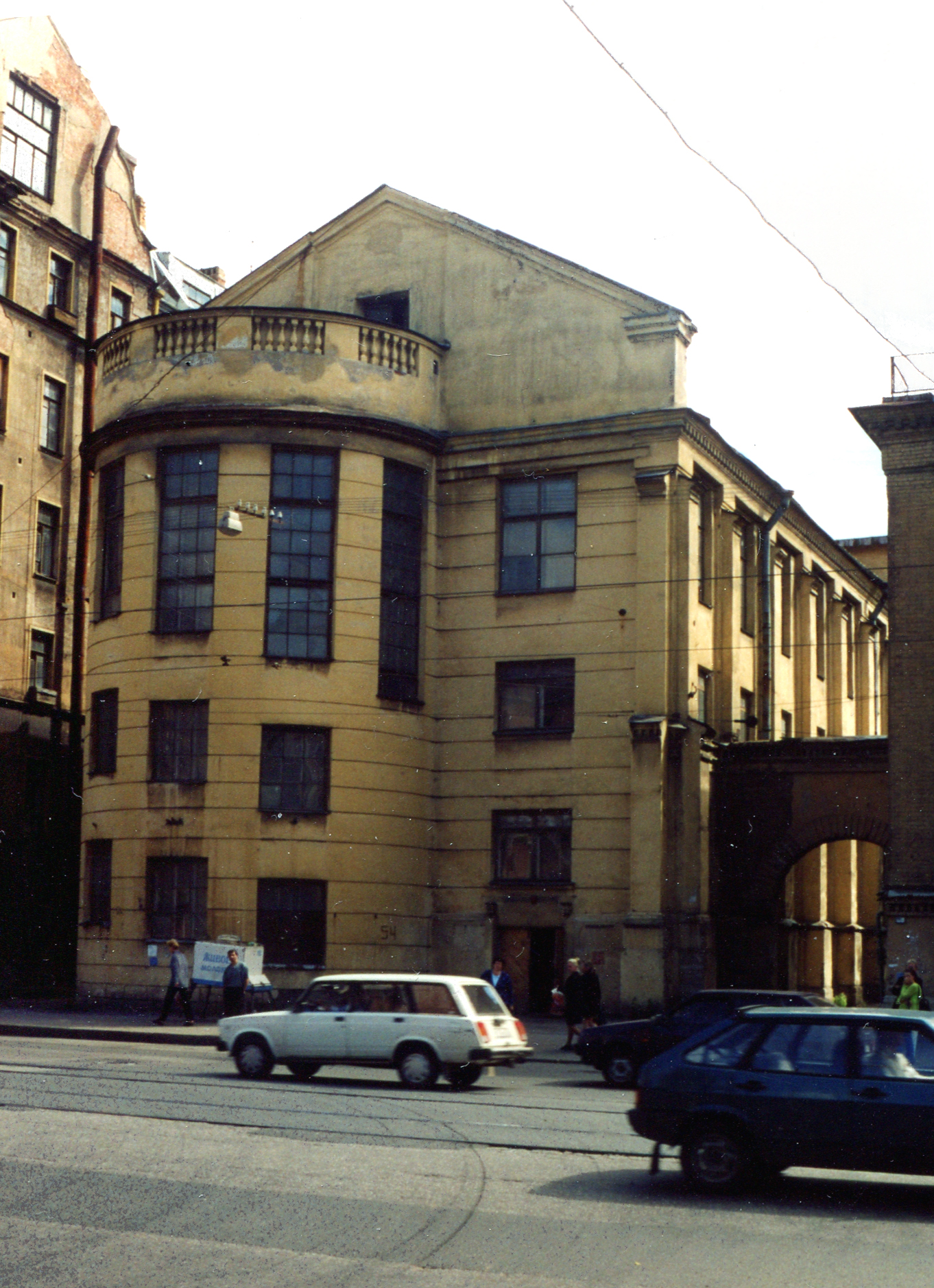
Aspect de l'ancienne église Saint-Jean du temps de l'Union soviétique

La paroisse luthérienne estonienne a recouvré son existence légale en 1993 et l'édifice lui a été rendu en 1997. Elle a été rouverte au culte en l'an 2000, les offices ayant lieu en langue estonienne. L'église a été restaurée selon son aspect originel (clocher et façade) néoroman en 2009-2011 pour 200 000 euros offerts par le ministère de la culture d'Estonie. Le président estonien M. Toomas Hendrik Ilves a assisté à la reconsécration de l'église Saint-Jean, le 20 février 2011. Elle est réputée pour ses concerts. Le culte y a lieu le deuxième et le dernier dimanche du mois à 14 heures 30.

## Source
- (ru) Cet article est partiellement ou en totalité issu de l’article de Wikipédia en russe intitulé « Церковь Святого Апостола Иоанна (Санкт-Петербург) » (voir la liste des auteurs).